# Брендлер, Юлия
Юлия Брендлер (нем. Julia Brendler; род. 26 февраля 1975, Шведт, Франкфурт) — немецкая киноактриса.

## Биография
Родилась 26 февраля 1975 в Шведте (ГДР, сейчас Бранденбург в ФРГ), начала сниматься в 14 лет.
За первую роль в фильме Хельмута Дзюбы «Запретная любовь» получила Гессенскую кинонаграду, а сам фильм был воспринят критиками как история Ромео и Джульетты ГДР. Далее последовал фильм Дагмара Хиртца Ирландская драма «Лунный танец» и фильм Райнера Матсутаниса комедийный хоррор «Только через мой труп». В следующем году она снимается с Йоханнесом Брандтрупом в постановке Макса Хонерта «Гамлет» (Офелия). Следующая попытка появиться в англоязычном кино в фильме «В глубине» прошла более или менее успешно. Сейчас Брендлер играет роли в немецком кино и телевидении.

## Фильмы
- 2012 — Schuld sind immer die Anderen
- 2012 — Во всём всегда виноваты другие
- 2002 — Thousands of miles
- 2002 — Vergessene Ritter
- 2001 — Сон улитки
- 2000 — В глубине
- 1999 — Дельфины
- 1998 — Sawdust
- 1995 — Moondance
- 1995 — Nur uber meine Leiche
- 1995 — Der Flug des Albatros
- 1993 — Engel ohne Flugel
- 1992 — Яна и Ян
- 1989 — Запретная любовь

## Награды
- 1990: Hessischer Filmpreis за лучшую женскую роль («Запретная любовь»)
- 2000: Премия Бруклинского кинофестиваля в Уильямсбурге за лучшую женскую роль («Дельфины»)
- 2002: Приз МКФ в Паленсии за лучшую женскую роль («Сон улитки»)